# Sierra de las Quijadas Nemzeti Park
A Sierra de las Quijadas Nemzeti Park Argentína egyik védett természeti értéke, mely 2005 óta a világörökség javaslati listáján szerepel.

## Leírás
A park Argentína San Luis tartományának északnyugati részén, Ayacucho és Belgrano megyék határán terül el. Területét hegyvidék, fennsíkok és egy kiterjedt, keleti irányba enyhén lejtő síkság borítja. Nyugati részén folyik a Desaguadero folyó, és itt találhatóak a Guanacache-tavak is.
Az éghajlat forró, száraz, szubtrópusi, az évi néhány száz mm-nyi csapadék nagy része a nyári időszakban hull, akkor is főleg zivatarok formájában, így a víz jó része gyorsan lefolyik. Mind az évi, mind a napi hőingás igen magas. A maximumhőmérsékletek évi átlaga 24,4, a minimumoké 10,7 °C. A legforróbb hónap a január, a leghidegebb a július. A jellemző szélirány a délnyugati, és bár ez a levegő eredetileg nem száraz, az Andok hegyláncain átjutva a nedvesség kicsapódik belőle. Valamennyi nedvességet az északkeleti, illetve a ritka keleti szelek hoznak a területre.
A mintegy 150 000 hektáros védett területet 1991-ben jelölték ki, a természetvédelem mellett a régészeti és az őslénytani leletek megóvása érdekében.

## Élővilág
Területén a szárazság miatt ritka a növényzet, de ahol jelen van, ott a szárazságkedvelő erdők jellemzőek, illetve bizonyos vidékeken a szavannák és a rétek. A nyugati részen található tavaknál jelentős mennyiségben nő a Schoenoplectus californicus nevű palkaféle növény, a közelben pedig jellemző a francia tamariska, az Allenrolfea vaginatus nevű disznóparéjféle és a Geoffroea decorticans nevű pillangósvirágú. A tavaktól távolabbi, szárazabb vidékek jellemző fajai a Bulnesia retama, a Larrea divaricata és a Larrea cuneifolia nevű királydinnyeféle, a Mimozyganthus carinatus, a Ramorinoa girolae, a Cercidium praecox, a Cassia aphylla, a Prosopis alba, a Prosopis strombulifera és a Prosopis flexuosa nevű pillangósvirágú, az Aspidosperma quebracho-blanco nevű meténgféle, a Ximenia americana nevű büdösfaféle, az Atamisquea emarginata nevű kapriféle, a Cereus aethiops, a Tephrocactus articulatus, az Echinopsis candicans, az Echinopsis leucantha, a Setiechinopsis mirabilis és az Opuntia sulphurea nevű kaktuszféle, valamint a Gomphrena colocasana nevű disznóparéjféle andersonii változata.
Az állatvilág szempontjából szintén különös jelentőséggel bírnak a nyugati részen fekvő nedvesebb területek. A halak közül előfordulnak itt a Trichomycterus nem képviselői, a Percichthys trucha nevű sügéralakú és az Odontesthes microlepidotus nevű kalászhalalakú. A kétéltűk közül jellemző a tarka füttyentőbéka, a Pleurodema nebulosa nevű füttyentőbéka-féle, a Rhinella arenarum nevű varangyféle és az Odontophrynus occidentalis nevű béka. A hüllők közül az argentin teknős érdemel említést. A madárvilág igen változatos, 153, köztük sok ritka faj is megtalálható a területen: előfordul itt többek között a földitirannusz, a bóbitás remetesas, a vándorsólyom, az Asthenes steinbachi nevű fazekasmadár-féle, a zöld kardinálispinty, a juhász guvat, a Darwin-tinamu, a fehérarcú réce, az uszályos kolibri, a homokszínű gallító, az Anairetes flavirostris és a Muscisaxicola cinerea nevű királygébicsféle, a Phrygilus carbonarius, a Sicalis olivascens és a Poospiza ornata nevű tangaraféle, valamint a feketekontyos törpekardinális. 25 ismert emlősfajából, amelyből 11 rágcsáló, említésre méltó a törpe mara, a Ctenomys mendocinus nevű tukó, az Octomys mimax nevű csalitpatkányféle, az Andalgalomys roigi nevű hörcsögféle, a puma, az örvös pekari, a guanakó, a jaguarundi, a Geoffroy-macska, a gyapjas armadilló, a matakó, a törpe tatu, a hódpatkány, a kis grizon és a pampaszinyúl.

## Képek

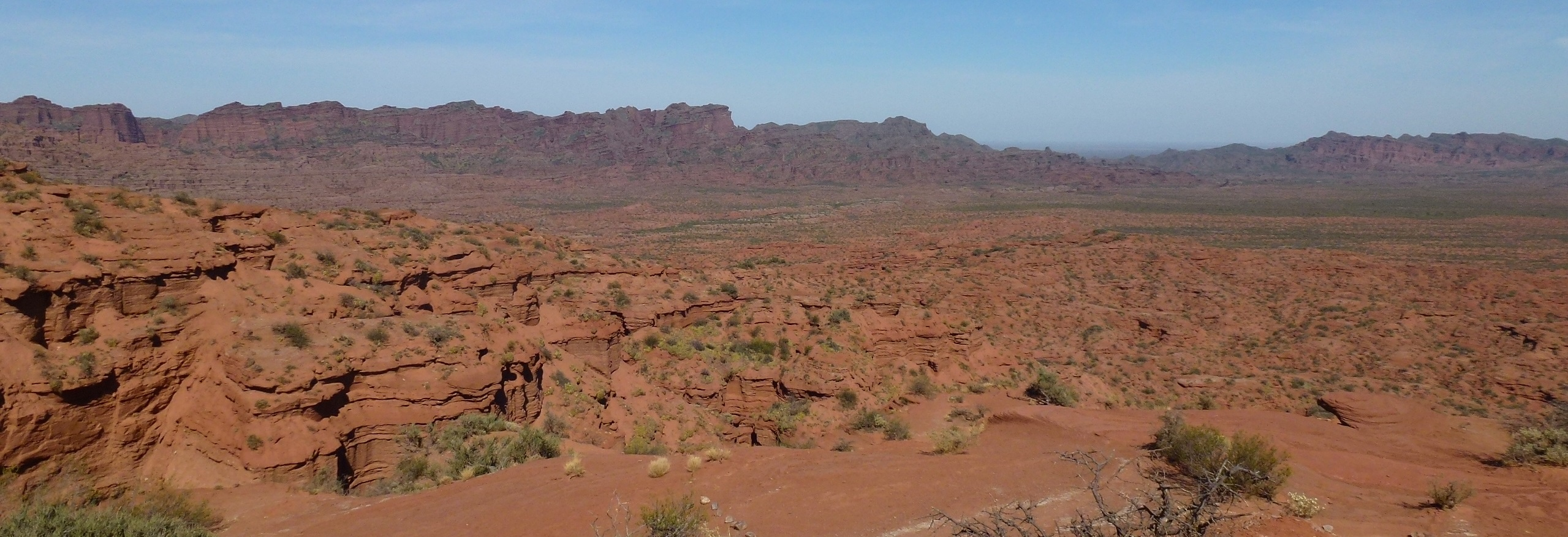
Tájkép
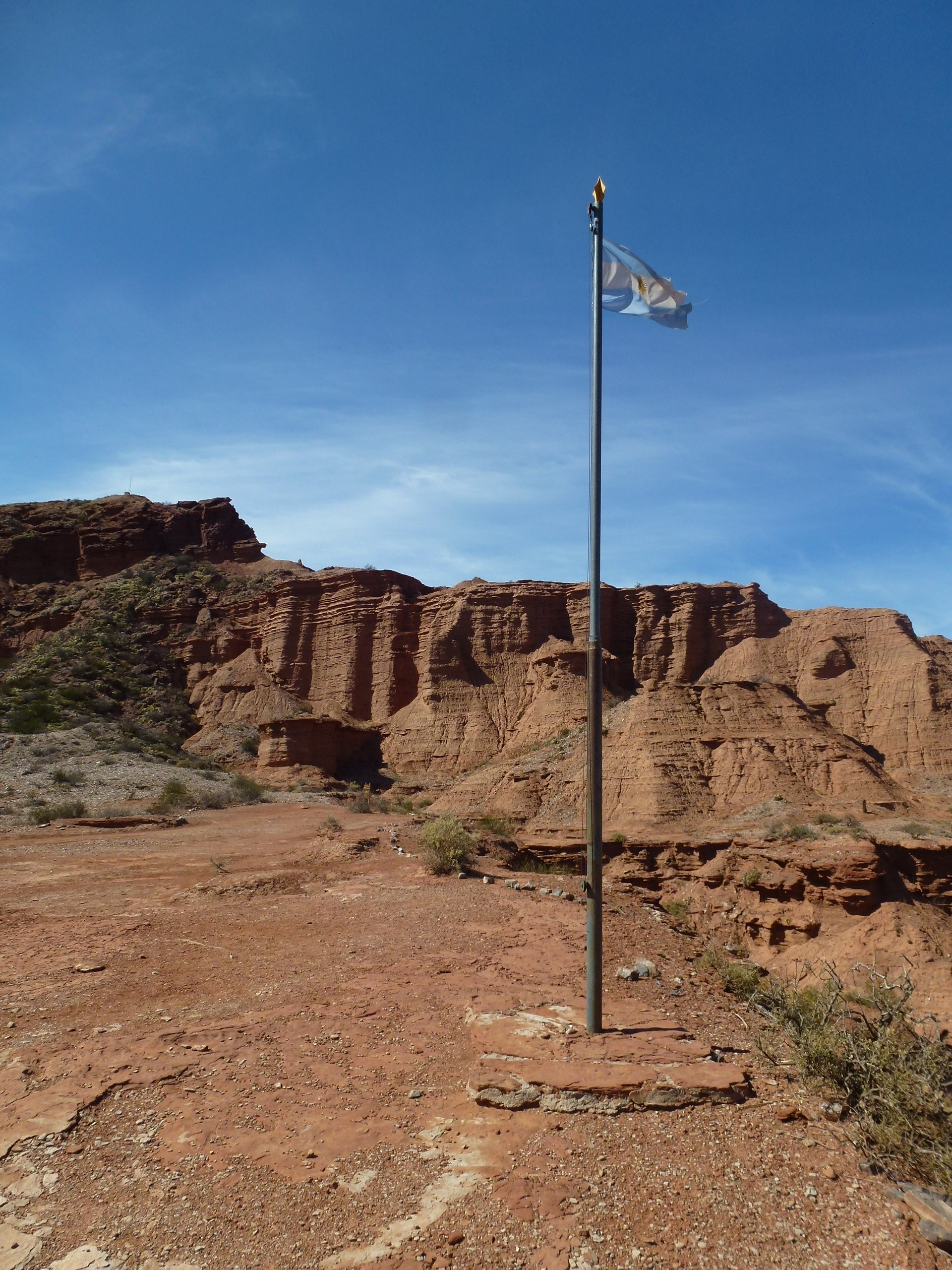
Argentin zászló a nemzeti parkban
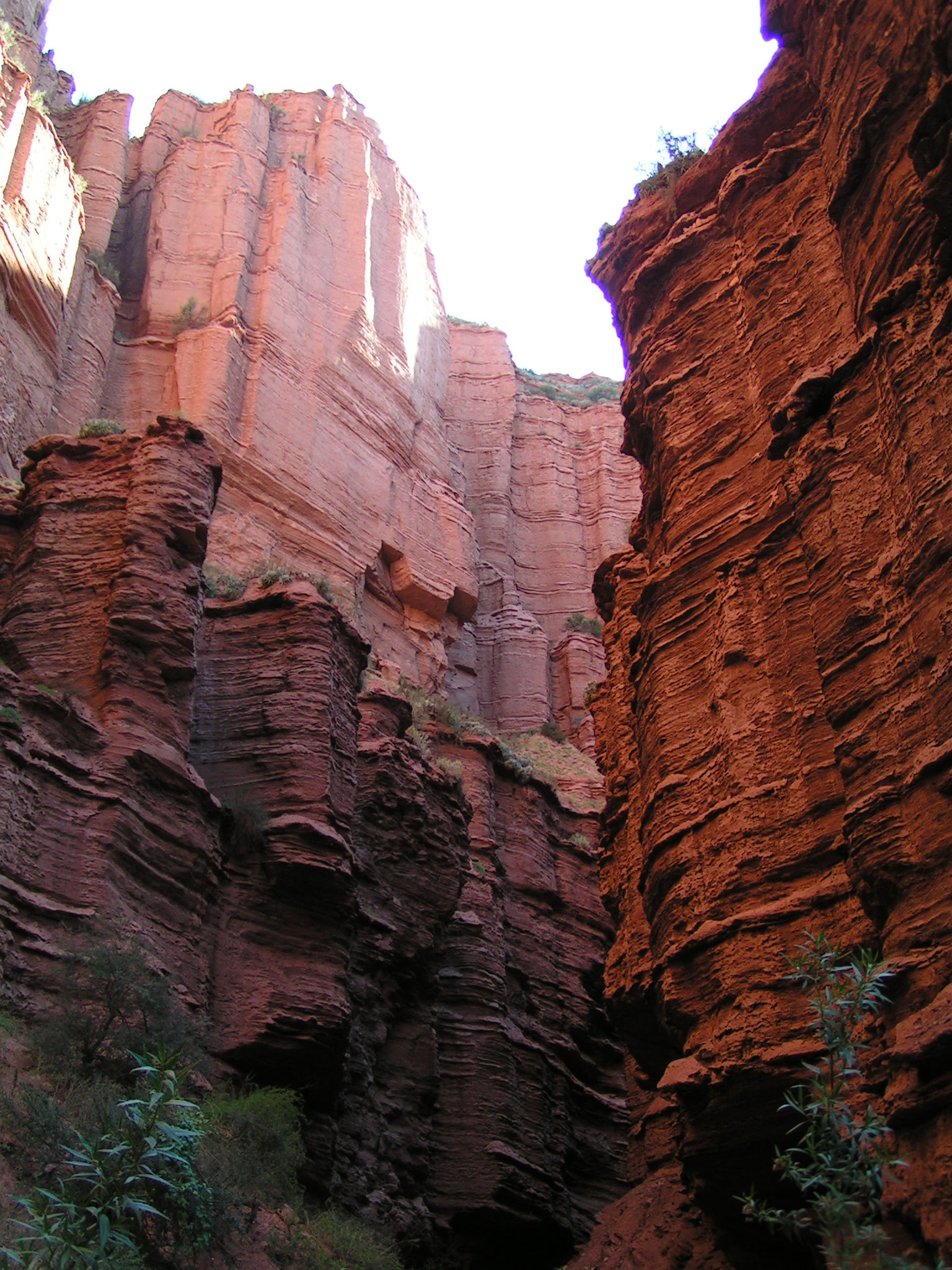
Egy szurdok
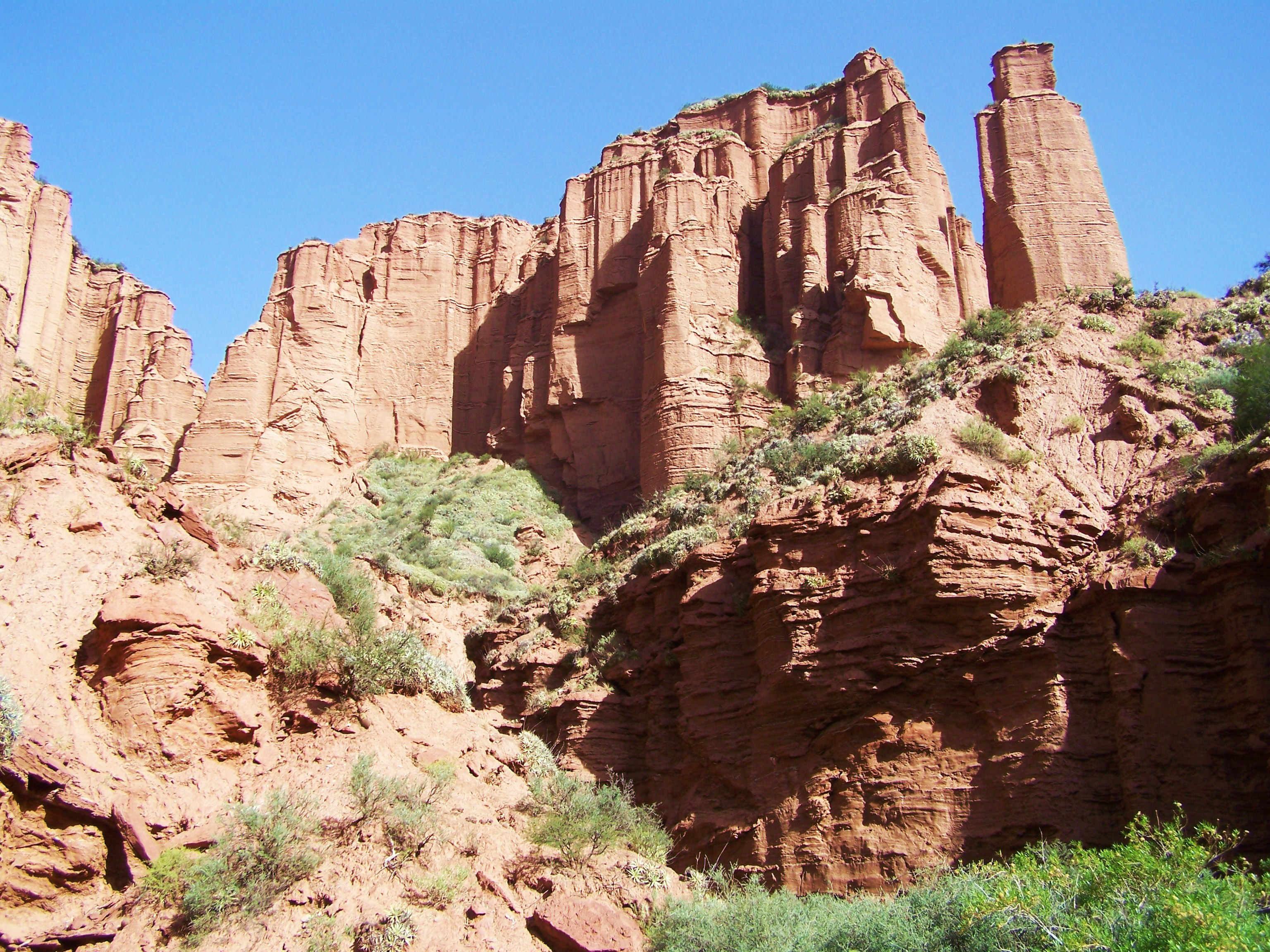
Sziklatornyok